# Brachysomophis porphyreus
Brachysomophis porphyreus är en fiskart som först beskrevs av Temminck och Schlegel, 1846.  Brachysomophis porphyreus ingår i släktet Brachysomophis och familjen Ophichthidae. Inga underarter finns listade.